# Литературно-мемориальный музей Анны Ахматовой (Хмельницкая область)
Литерату́рно-мемориа́льный музе́й А́нны Ахма́товой (укр. Літерату́рно-меморіа́льний музе́й А́нни Ахма́тової) — музей в селе Слободка-Шелеховская Деражнянского района Хмельницкой области, посвящённый жизни и творчеству поэтессы Анны Ахматовой.

## Анна Ахматова и Подолье
С Подольем Анну Андреевну Ахматову связывали многочисленные родственные связи. Эразм Стогов, её дед по материнской линии, служивший начальником канцелярии жандармерии киевского генерал-губернатора Дмитрия Бибикова, приобрел в Летичевском уезде имение Снитовка, в котором поселился вместе с семьёй. Дочери Эразма Стогова вышли замуж за помещиков из соседних сёл. Инна Эразмовна, мать Анны Ахматовой, овдовела вскоре после замужества; её муж покончил жизнь самоубийством. Оставшись без средств к существованию, она уехала из Подолья и снова вышла замуж за инженер-механика Черноморского флота Андрея Антоновича Горенко. Инна Эразмовна не раз приезжала в эти края, навещая сестру Анну Эразмовну, в замужестве Вакар, которая жила в селе Шелехово (ныне Слободка-Шелеховская). Несколько раз приезжала сюда и Анна Ахматова — в 1896, 1906, 1910, 1911, 1912 и 1914 годах.
Считается, что, вероятно, о доме своей тёти она написала следующие строки:
Здесь все то же, то же, что и прежде,

Здесь напрасным кажется мечтать.

В доме у дороги непроезжей

Надо рано ставни запирать.
Сохранилась также её запись в дневнике: 
 Лето у тетки Вакар в Шелехово, около станции Деражня.
Последний раз она приехала сюда в 1939 году, чтобы навестить могилы родственников. Недалеко от имения в Слободке находятся могилы её матери и тёти, которые прожили здесь свои последние годы.

## Открытие музея
Музей в селе Слободка-Шелеховская был открыт в 1989 году на 100-летнюю годовщину со дня рождения поэтессы. Музей расположен в здании бывшего имения Анны Эразмовны Вакар. Первоначально планировалось установление мемориальной доски, но затем было принято решение разместить в здании экспозицию, посвящённую жизни и творчеству поэта (Анна Андреевна не признавала слова «поэтесса»). Одним из инициаторов создания музея была Любовь Теленько. Тогда же парк вокруг усадьбы был объявлен памятником садово-паркового искусства.
Архивные документы, необходимые для основания в селе Слободка-Шелеховская музея Анны Ахматовой, были предоставлены Марией Ивановной Скорбатюк — бывшей учительницей украинского языка. Она стала первым директором музея и была им до своей смерти в 2010 году.
На Украине празднование 100-летия со дня рождения Анны Ахматовой проходило на высоком уровне. Главой оргкомитета была назначена поэтесса Лина Костенко. Активное участие в подготовке принимал Николай Горбаль, который после посещения Деражнянщины подготовил серию тематических репортажей для радио «Свобода». На церемонии открытия музея присутствовали иностранные гости.
В том же году исследователями были записаны воспоминания местных жителей о приезде Ахматовой в Шелехово. В одном из записанных свидетельств говорится о том, что Анна Андреевна с помощью лозинки определяла, где лучше всего копать колодцы. Но относительно достоверности именно этой истории у исследователей есть определённые сомнения.

## Экспозиция
Экспозиционный план музея был создан художником Игорем Скорупским. Экспозиция занимает две комнаты. В неё входят вещи и письма Анны Андреевны, а также фотографии и документы её мужа — поэта Николая Степановича Гумилёва и их сына — учёного Льва Николаевича Гумилёва. Большую часть экспонатов музею передали в дар петербургский энтузиаст музейного дела Евгений Линд и московский писатель Евгений Степанов. Остальные экспонаты принесли местные крестьяне, хранившие у себя вещи семьи Анны Андреевны. В экспозиции представлены предметы интерьера из имения Вакаров, в том числе железная кровать матери Ахматовой. Среди экспонатов ахматовские чётки, папка для стихотворений, шкатулка, чашка с блюдцем, шарф, очки.
Во дворе перед музеем был установлен первый на Украине памятник Анне Ахматовой. Автор проекта скульптор Виктор Владимирович Зайко. У памятника были поставлены две скамьи — копии рядов в Царском Селе и фонарь из Санкт-Петербурга — любимого города поэта.

## Жизнь музея
Литературно-мемориальный музей Анны Ахматовой посещают туристы не только с Украины, но и из-за рубежа. Ежегодно 23 июня (в день рождения поэта) здесь проходят «Ахматовские чтения», которые собирают литературоведов, писателей, поклонников творчества Анны Андреевны.
С 2009 года является отделом Хмельницкого областного литературного музея. В этом же году в здании музея был проведён капитальный ремонт. В частности, была осуществлена газификация, отремонтирована система отопления. Также была благоустроена прилегающая к музею территория.